# The Linux Foundation
The Linux Foundation — некоммерческий консорциум развития Linux.
Официально основан 21 января 2007 года путём слияния Open Source Development Labs и Free Standards Group.
Linux Foundation продвигает, защищает и стандартизует Linux, предоставляет ресурсы и сервисы сообществу открытого ПО. Кроме того, консорциум проводит обучение и сертификацию, а также принимает участие в проектах с открытым кодом, включая: развитие ядра Linux, Kubernetes, Automotive Grade Linux, ONAP (Open Network Automation Platform), Hyperledger, Cloud Native Computing Foundation, Cloud Foundry Foundation, Xen и многие другие.

## Организации-участники
У Фонда три класса членства: платиновый, золотой и серебряный. Каждому классу соответствует минимальный размер членского взноса; в 2018 году — максимальное количество директоров, которых все члены класса вместе выбирают голосованием.
«Платиновые» партнёры оплачивают ежегодный взнос в размере $500 тыс.; на 2018 год выбирают до 16 директоров:
- AT&T
- Cisco
- Fujitsu
- Google
- Hitachi
- Huawei
- IBM
- Intel
- Microsoft[4]
- NEC
- Oracle
- Qualcomm
- Samsung
- Tencent
- VMWare

«Золотые» участники (право назначения трёх представителей в совет директоров, ежегодный взнос в размере $100 тыс.; на 2018 год выбирают до 3 директоров), на ноябрь 2016 года: Accenture, Citrix, Doky, Ebay, EMC2, Facebook, Hitachi, Mazda, NetApp, Panasonic, PlumGrid, Renesas, Seagate, SUSE, Gen, Toshiba, Toyota, Verizon.
«Серебряные» участники (ежегодный взнос от $5 тыс. до $20 тыс.; на 2018 год выбирают одного директора): AMD, Nvidia, Red Hat, Canonical, Dell, Adobe, ARM, MIPS, Texas Instruments, Wind River, LG, Broadcom, Sony, Siemens, Smart Block Laboratory, РусБИТех и другие.

## Деятельность
Linux Foundation не разрабатывает Linux и не конкурирует с существующими Linux-компаниями, а способствует его развитию, концентрируя усилия в смежных областях. Предоставляет Linux путём поддержки его ключевых разработчиков и предоставления им юридических услуг. Linux Foundation распоряжается торговой маркой «Linux» и предоставляет разработчикам юридическую защиту интеллектуальной собственности при помощи таких проектов, как Open Source as Prior Art, Patent Commons Project, и спонсорства в Linux Legal Defense Fund.
Следующее направление активности — стандартизация Linux и улучшение его как платформы для разработчиков ПО. На это направлены проекты Linux Standard Base (LSB) и Linux Developer Network.
Также одной из задач фонда заявляется предоставление нейтральной среды для сотрудничества и развития. Linux Foundation служит в качестве нейтрального представителя Linux, уполномоченного отвечать на агрессию со стороны конкурентов. Также Linux Foundation предоставляет пространство для обсуждения техническим сообществом, разработчиками приложений, промышленными заказчиками и конечными пользователями насущных вопросов, стоящих перед «экосистемой» Linux в таких областях как среды рабочего стола, доступность, печать, пакетирование приложений и ряда других.
Кроме членских взносов, организация принимает добровольные пожертвования. На её сайте до 2018 года было написано, что часть пожертвований используется для поддержки разработчика ядра Linux Линуса Торвальдса, а уже в июле 2018 года и в 2020 — что 100 % пожертвований идут на финансирование программ разнообразия.

## Проекты
Под эгидой фонда действуют несколько специализированных фондов, ассоциаций, рабочих групп.
Cloud Native Computing Foundation — фонд, основанный совместно компанией Google и The Linux Foundation для продвижения технологий контейнеризации.
RISC-V International — ассоциация стандартизации открытой архитектуры и набора команд RISC-V. Учреждена в 2015 году в США как «RISC-V Foundation». В 2019 году штаб-квартира перенесена из США (Делавэр) в Швейцарию.
Рабочая группа OpenPrinting предоставляет документацию и развивает программное обеспечения для печати в Linux. В прошлом это проект LinuxPrinting.org, который в 2006 году стал частью Free Standards Group. В сети Интернет поддерживается актуальная база данных с информацией по совместимости большого количества печатающих устройств разных производителей с Linux. Также рабочая группа OpenPrinting публикует оценку поддержки ОС Linux каждым из производителей принтеров.
MeeGo и Tizen — операционные системы, проекты, поддерживаемые Linux Foundation. После провалов Intel с платформами Moblin (закрыта, преобразование), Maemo (закрыта, преобразование) и Meego (закрыта, слияние с Tizen), решила создать Tizen.